# Molière
Jean-Baptiste Poquelin, írói és színpadi nevén Molière IPA: [mo.ljɛːʁ] (Párizs, 1622. január 15. – Párizs, 1673. február 17.) francia drámaíró, rendező és színész, a modern komédia megteremtője.

## Élete
Egy párizsi királyi kárpitos fiaként látta meg a napvilágot; édesanyja korán meghalt. A polgárgyerek Poquelin a város nagyhírű jezsuita kollégiumába (College de Clermont) került, ahol a tudományok és a skolasztikus filozófia mellett latinul is megtanult, eredetiben olvasta Plautus és Terentius komédiáit. Poquelin közeli barátságot kötött La Mothe Le Vayer abbéval, aki apja, François de La Mothe Le Vayer könyvtári hagyatékát gondozta; egyes források szerint ezek a művek nagy hatással voltak a későbbi szerzőre. Első munkái között tartják számon a Lucretius római filozófus által írt De Rerum Natura fordítását (elveszett).
Amikor az ifjú Poquelin tizennyolc éves lett, apja ráhagyományozta a Tapissier du Roi (udvari kárpitos) címet és az ezzel járó hivatalt, ami gyakori találkozásokat tett lehetővé számára a királlyal. Poquelin saját állítása szerint 1642-ben Orléans-ban jogi doktori címet szerzett, ezt azonban többen vitatják.
1643 júniusában szerelmével, Madeleine Béjart-ral és annak két testvérével L’Illustre Théâtre (Híres színház) néven megalapították első színtársulatukat, amely azonban 1645-ben csődbe ment. Poquelin ekkor vette fel a Molière nevet, egy kis dél-franciaországi faluról. A társulat tartozásai miatt Molière az adósok börtönébe került, ahonnan apja kölcsöne mentette ki. Ezt követően Madeleine-nel együtt vándorszínésznek álltak, és tizenhárom éven keresztül a Párizs környéki falvakat járták. Utazásai során találkozott Conti hercegével, aki egy időre a társulat mecénása, és (ennek fejében) névadója volt.
Lyon városában Molière sokat játszott; korábban Maurice Scève és Rabelais alkotói zsenije is itt bontakozott ki. Madame Duparc – ismertebb nevén La Marquise – is ott csatlakozott a társulathoz. Ez idő tájt Pierre Corneille nagy igyekezettel (de hiába), később Jean Racine (ő viszont sikerrel) ostromolta La Marquise-t szerelmével. Racine a Théagene et Chariclée című darabját felajánlotta Molière társulatának, ő azonban – bár biztatta az ifjú szerzőt – nem tűzte műsorra a darabot. Racine ekkor művével az Hôtel de Bourgogne színtársulatához fordult. Amikor ez a lépés Molière fülébe jutott, minden kapcsolatot megszakított vele.
Molière 1658-ban érkezett Párizsba, és a Louvre (ekkor színházként működő) épületében némi sikerrel játszotta Corneille tragédiáját, A szerelmes doktor (Nicomède) című komédiát. Társulata elnyerte a Troupe de Monsieur címet (a „Monsieur” a király testvérét jelentette), és patrónusa segítségével egyesült az egyik ismert párizsi olasz commedia dell’arte-társulattal. 1659. november 18-án színházukban, a Petit-Bourbonban mutatták be Molière első átütő sikerűnek ismert darabját, a Kényeskedőket (Les Précieuses ridicules).
1661-ben, patrónusa kedvét keresve megírta, és műsorra tűzte A féltékeny herceg című darabot (Dom Garcie de Navarre, ou le Prince jaloux), ennek előadásán a király testvére (a Monsieur) játszotta Philippe, az Orléans-i Herceg szerepét. (A Monsieur-t annyira elbűvölte a színház világa, hogy hamarosan fel is adott minden állami hivatalt.) Ugyanebben az évben még két másik komédiája is sikerre jutott: a Férjek iskolája (L’École des maris) és a Kotnyelesek (Les Fâcheux), amit a király tiszteletére rendezett ünnepségen mutattak be.
1662-ben Molière, társulatának olasz tagjaival együtt átköltözött a Théâtre du Palais-Royal épületébe. Ugyanabban az évben feleségül vette Armande-ot, akit ő Madeleine Béjart húgának vélt (ám aki valójában Madeleine titkos kapcsolatból született lánya volt). Ekkor játszották a Nők iskolája című művét (L’École des femmes); mind a darab, mind Molière házassága nagy port kavart Párizsban. A művészetét ért kritika ellenében megírta A Nők iskolája kritikáját (La Critique de „l’École des femmes”) és a Versailles-i rögtönzést (L’Impromptu de Versailles).
Ellenfelei azonban a francia udvar felsőbb köreiben kerestek támogatást Molière kihívó realizmusa és engedetlensége ellen. Ehhez a mozgalomhoz csatlakozott Conti hercege és Jean Racine is. Ugyancsak kevéssé kedvelték Molière műveit a janzenisták és a hagyományos művek szerzői. Molière ekkor azonban még erős támogatókra talált: mellé állt a király is, és rendszeres jövedelem biztosítása mellett elvállalta Molière elsőszülött fiának keresztapaságát is. A kor irodalmi „orákuluma”, Nicolas Boileau-Despréaux szintén támogatta az írót.
1664-ben Versailles-ban bemutatták a Tartuffe-öt (Tartuffe, ou l’Imposteur), amelyet óriási felháborodás követett. A darab cselekménye dióhéjban: a jómódú Orgon meg van győződve arról, hogy vendége, Tartuffe mélyen vallásos, ennélfogva kiváló ember – azonban a valóságban Tartuffe számító hipokrita (képmutató), álszent (’tartuffe’ jelentése franciául). Orgont – mint a ház urát – arra ösztökéli, hogy családja tagjait hatalma alatt tartsa, így aztán Orgonon keresztül könnyű lesz uralkodni felettük. Mire Tartuffe igazi természete kiderül és Orgon rádöbben tévedésére, Tartuffe-nek törvényes befolyása van a család anyagi javai felett. Az utolsó pillanatban a király közbelép, és Tartuffe-öt börtönbe csukják.
A tartuffe (álszent, képmutató) szó a francia – és még sok más – nyelvben ma is használatos; azt az ember jelöli, aki csak színleli az erkölcsiséget, de főképpen a vallásos erényeket.
A hírre, hogy a király felfüggeszti a képmutató egyházfiról szóló darab előadásait, Molière 1665-ben megírta a sevillai csábító alakját, a Don Juan vagy a kőszobor lakomáját (Don Juan ou le Festin de Pierre), ennek középpontjában egy ateista áll, aki vallásosnak mutatja magát, de Isten megbünteti őt. A király reakciója igen diplomatikus volt: mindkét előadást betiltotta, ugyanakkor biztosította a társulat és Molière közvetlen kincstári támogatását.

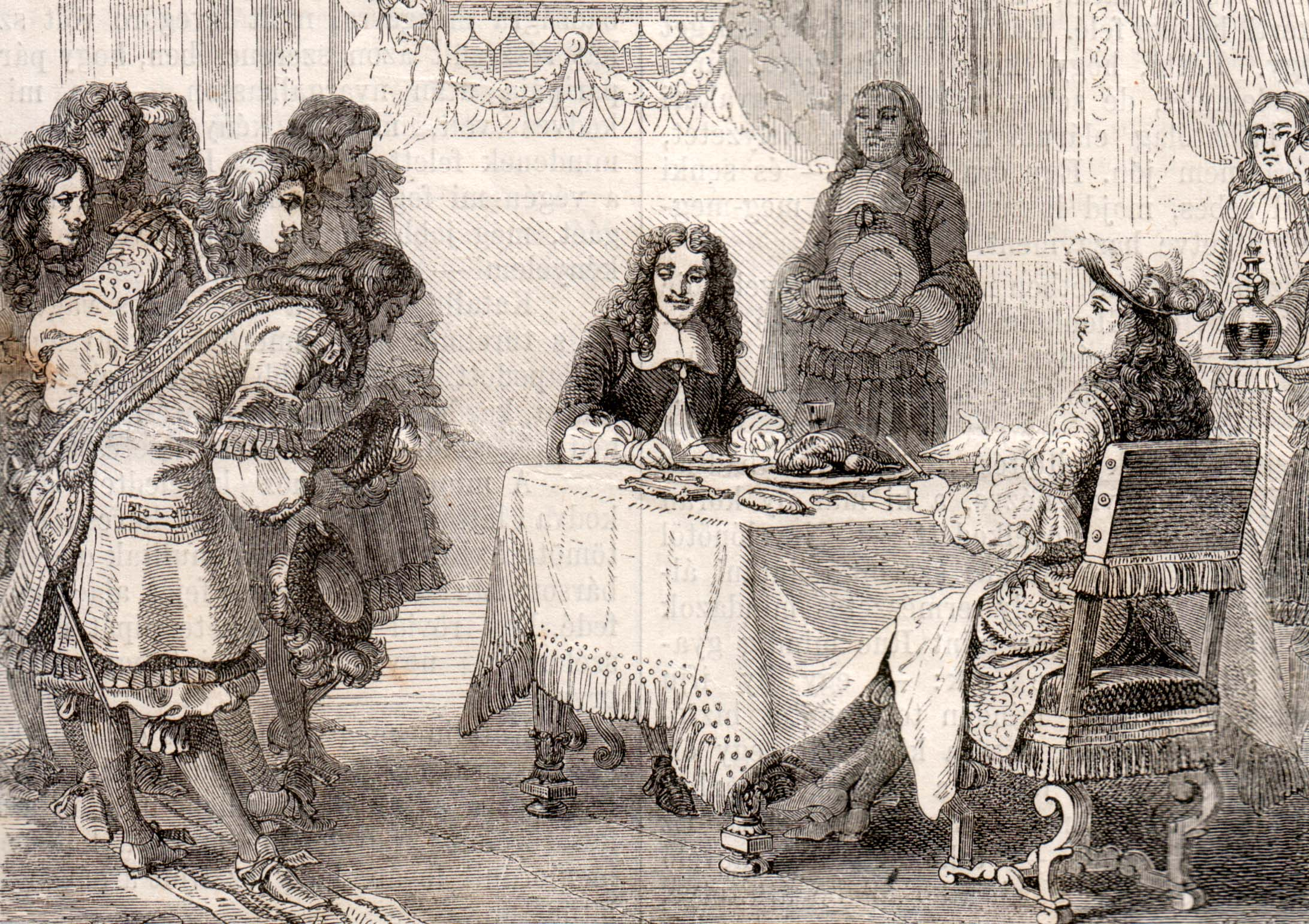
A kitüntetett Molière a királlyal ebédel – a Képes Világ c. hetilap illusztrációja, 1869

Lully segítségével zenés darabbá dolgozta át A szerelmes doktort, ekkor a „par ordre du Roi” (a király megrendelésére) alcímmel látta el, és így újra sikert hozott számára. 1666-ban mutatták be A mizantróp (Le Misanthrope) című (talán legkifinomultabb) darabját, amelyet azonban a korabeli közönség kevéssé értékelt.
Több próbálkozás után, némileg átdolgozva, 1667-ben ismételten megpróbálta színre vinni a Tartuffe-öt L’imposteur címmel, ám amint a király elhagyta Párizst, a főpapság betiltotta a művet, így azt csak pár évvel később, a királyi hatalom újbóli megszilárdítása után tűzhették ismét műsorra.
Molière ekkor már beteg volt, és jóval kevesebbet írt, mint korábban. 1668-ban Plautus nyomán megírta az Amphitryont, ebben ugyanakkor egyértelmű utalásokkal szolgál a király titkos szerelmi viszonyaira. A közönség nem fogadta tetszéssel Dandin György, vagy a becsapott férj (George Dandin, ou le Mari confondu) című darabját, A fösvény (L’Avare) azonban hatalmas sikert aratott.
Lullyvel társulva ismét zenés darabokat alkotott, amelyek közül legismertebb Az úrhatnám polgár (Le Bourgeois Gentilhomme), egyesek szerint volt patrónusa, a Fouquet ellen forduló Colbert leleplezését célzó szatíra. Ugyancsak Lullyvel együtt alkották meg a Psyché című tragikus balettet, amelynek szövegkönyvéhez Thomas Corneille (Pierre Corneille öccse) is hozzájárult.
1671-ben meghalt Madeleine Béjart, és Molière-t mind a veszteség, mind saját betegsége egyre jobban legyengítette. Ennek ellenére megírta a Scapin furfangjait (Les Fourberies de Scapin), ám az ezt követően írt Escarbagnas hercegnője (La Comtesse d’Escarbagnas) messze alatta maradt egyéb művei színvonalának.
A Tudós nők (Les Femmes savantes) 1672-es megírásához hozzájárult, hogy Lullyvel eltávolodtak egymástól, így Molière-nek vissza kellett térnie a hagyományos drámaformákhoz. A darab ugyanakkor nagy sikert aratott, és ez némi erőt adott a szerzőnek, hogy tovább dolgozzon.
Molière életének talán legismertebb momentuma az az utolsó pillanat, amikor a Képzelt beteg (Le Malade imaginaire) előadása közben a színpadon összeesett, majd néhány órával később saját otthonában meghalt. Az utolsó kenetet nem vehette magához, mert két pap is visszautasította a hívását, a halál pedig már a harmadik megérkezése előtt elérte. 

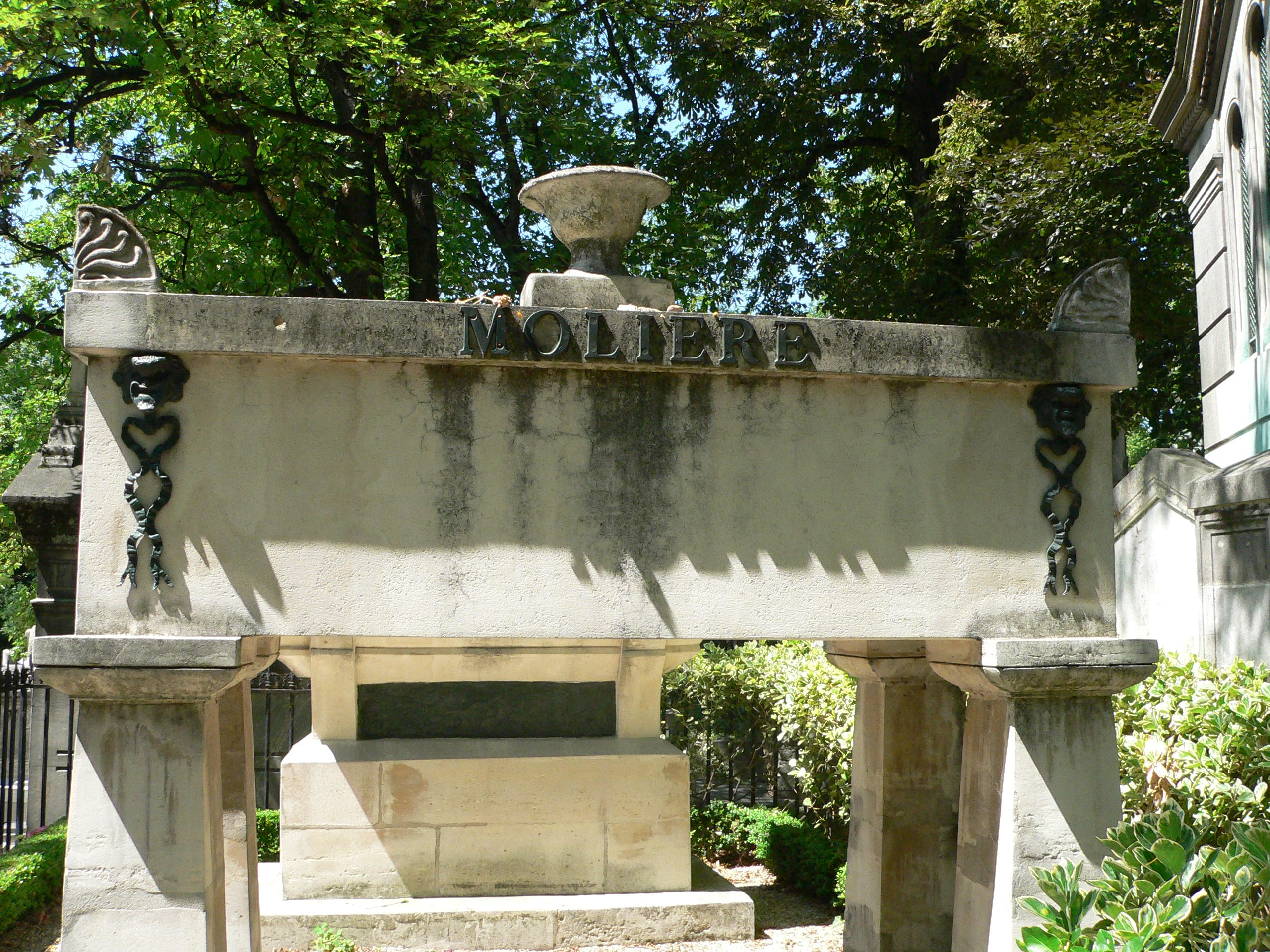
Molière síremléke Párizsban, a Père-Lachaise temetőben

Mivel a kor szokása szerint színészeket nem temethettek megszentelt földbe, csak özvegye, Armande közbenjárására, XIV. Lajos külön engedélyével, éjszaka búcsúztathatták el. (Földi maradványait 1792-ben a Panthéonba, majd 1817-ben a Père-Lachaise temetőbe helyezték át.)

## Munkássága és hatása
Annak ellenére, hogy a tragédiát tekintette magasabbrendűnek, Molière a vígjátékai, és misztériumjátékai révén vált közismertté. A komédia műfajában íródott műveinek az improvizatív játékmódra épülő commedia dell’arte olasz hagyományát követték. Az ebben a műfajban is gyakran szereplő házassági bonyodalmakat, a megnemértés témáit, és a fennálló társadalmi rend álságos voltát Molière gúnyoló, szatirikus hanggal ötvözte, és vígjátékainak nem egy esetben pesszimista végkicsengést adott.
Halála után néhány évvel, 1677-ben királyi rendelet intézkedett Molière elárvult társulata és a Bourgogne-színház egyesítéséről. Ebből született meg a francia nemzeti színház, a Comédie-Française, amelyet „Molière háza”-ként is emlegetnek. Molière nemcsak író volt, hanem sokoldalú, minden irányban működő színházi ember is: színész, rendező, színigazgató és szerző egyszemélyben, darabjait közvetlen szükségletre, az előadás céljával írta. Az idő szorításában nem volt mindig lehetősége kidolgozni a végkifejletet, így a deus ex machina eszközeit alkalmazta, ettől darabjai még közvetlenebbek, még őszintébbek, még leleplezőbbek lettek. A fent említett olasz vígjátéki hagyományokon túl követte a latin, a francia, sőt a spanyol vígjátéki hagyományokat is; amiből csak merített, azt mind átlényegítette, egyéniségének pecsétjével hitelesítette. Műveinek előadásai ma is élményt jelentenek, darabjait ma is játsszák Európában, s természetesen a Comédie-Française deszkáin ő a legnépszerűbb szerző – darabjainak szereplői máig nem „haltak ki”. A képmutató és pénzsóvár világ működik tovább, ráismerünk a fösvényekre, a kékharisnyákra, az álszentekre. Van egy igen érdekes adatsor: a Comédie-Française deszkáin 1680 és 1920 közt 21 647-szer játszottak Molière-darabot, ugyanekkor Racine-éit 6753-szor, Corneille-éit 5241-szer. Hazánkban már a XVIII. század végétől fordítani kezdték Molière darabjait, és azóta nálunk is fényes karriert futottak be művei.
Molière alkotói korszaka egybeesik a legnagyobb holland festők, Frans Hals és Rembrandt alkotói korszakával.

## Főbb művei

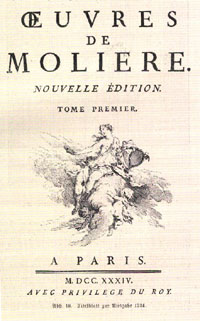
Műveinek 1734-es francia kiadása

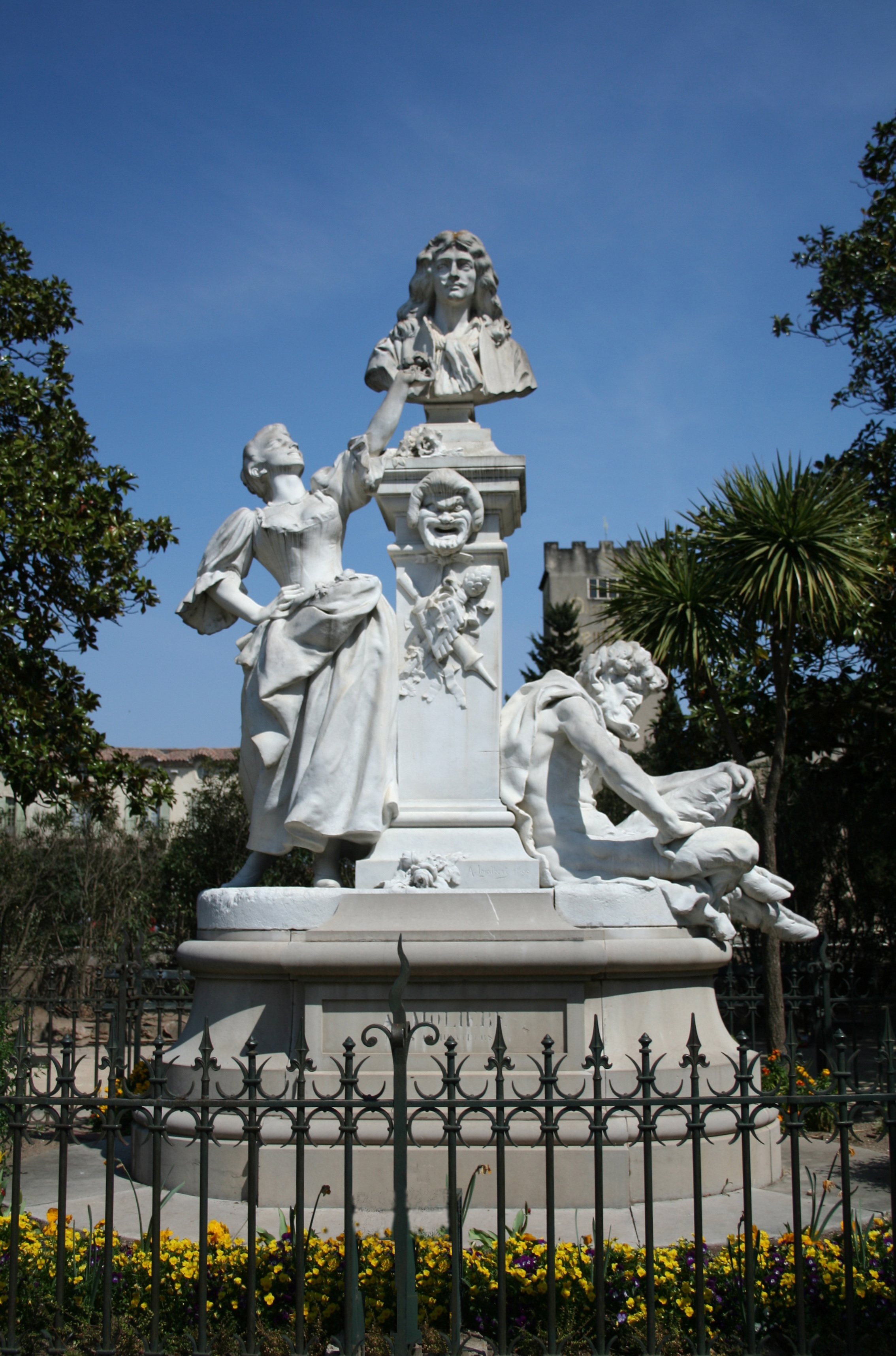
Emlékmű Molière tiszteletére 1897-ből a dél-franciaországi Pézenas-ban, a női mellékalak Lucette a Monsieur de Pourceaugnac c. darabból, a lenti férfialak a szatír alakja, fent színészi álarc, fölötte Molière portrészobra

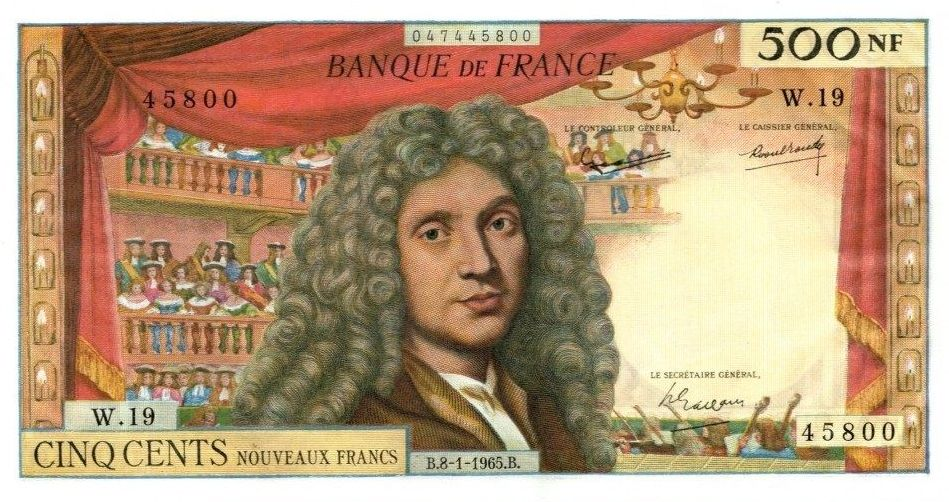
A Banque de France 1959 és 1969 között kibocsájtott 500 frankosának elő- és hátoldalán is Molière portréja szerepelt fő motívumként. Mérete 182 x 97 mm

- A féltékeny maszatos (La Jalousie du Barbouillé)
- Doktor Fregoli (Le Médecin volant) (1645)
- A szeleburdi (L’Étourdi ou les Contretemps) (1655)
- A szerelmes orvos (Le Docteur amoureux) (1658)
- A kényeskedők (Les Précieuses ridicules) (1659)
- Sganarelle vagy a képzelt szarvak (Sganarelle ou le Cocu imaginaire) (1660)
- Navarrai Dom Garcie, avagy a féltékeny herceg (Dom Garcie de Navarre) (1661)
- Férjek iskolája (L’École des maris) (1661)
- Kotnyelesek (Les Fâcheux) (1661)
- Nők iskolája (L’École des femmes) (1662)
- A Nők iskolájának kritikája (La critique de l’École des femmes) (1663)
- Versailles-i rögtönzés (L’Impromptu de Versailles) (1663)
- Kénytelen házasság (Le Mariage forcé) (1664)
- Az élide-i hercegnő (La Princesse d’Élide) (1664)
- Tartuffe (Tartuffe, ou l’Imposteur) (1664)
- Don Juan, avagy a kőszobor lakomája (Dom Juan, ou le Festin de pierre) (1665)
- A szerelem mint orvos (L’Amour médecin) (1665)
- A mizantróp (Le Misanthrope) (1666)
- A botcsinálta doktor (Le Médecin malgré lui) (1666)
- Mélicerte (Mélicerte) (1666)
- Víg pásztorjáték (Pastorale comique)
- A szicíliai, avagy a szerelem mint festő (Le Sicilien ou l’Amour peintre) (1667)
- Amphitryon (Amphitryon) (1668)
- Dandin György, avagy a megcsalt férj (Georges Dandin ou le Mari confondu) (1668)
- A fösvény (L’Avare) (1668)
- Gömböc úr (Monsieur de Pourceaugnac) (1669)
- Gavallér kérők (Les Amants magnifiques) (1670)
- Az úrhatnám polgár (Le Bourgeois Gentilhomme) (1670)
- Psyché (Psyché) (1671)
- Scapin furfangjai (Les Fourberies de Scapin) (1671)
- Escarbagnas hercegnője (La Comtesse d’Escarbagnas) (1671)
- Tudós nők (Les Femmes savantes) (1672)
- A képzelt beteg (Le Malade imaginaire) (1673)

## Magyarul

### 1919-ig
- Próba, mellyet anyai nyelve’ tanulására tett a’ Nagy Enyeden tanuló ifjak között fel-állott Magyar Társaság / Az erőszakos házasság / A’ kéntelenségből való orvos; Református Kollégium Ny., Kolozsvár, 1792
- A’ Scapin tsalárdságai. Víg-játék. Három felvonásokba; ford. Kibédi Sámuel; Református Kollégium, Kolozsvár, 1793
- A fösvény. Víg játék; ford. Döbrentei Gábor; Wigand, Kassa, 1822 (Döbrentei Gábor Külföldi színjátékai)
- Moliére: A’ képzeletben beteg. Vígjáték / Heinrich Clauren: Egy álarczosbálnak következései. Vígjáték; Landerer, Pest, 1832 (Mulattató)
- Nők' iskolája. Vígjáték; magyarosítva Árvay Gergely által; Trattner-Károlyi Ny., Pest, 1833 (Külföldi játékszín)
- A’ bot-csinálta doktor. Vígjáték; ford. Kazinczy Ferenc; Egyetem betűi, Buda, 1834 (Külföldi játékszín)
- Molière vígjátékai, 1–7.; Kisfaludy-Társaság, Bp., 1863–1877 
  - 1. Tartuffe. Vígjáték öt felvonásban; ford. Kazinczy Gábor; 1863
  - 2. A fösvény. Vígjáték öt felvonásban / Dandin György, vagy a kijátszott férj. Vígjáték; ford. Kazinczy Gábor; 1863
  - 3. A mizantróp. vígjáték öt felvonásban; ford. Szász Károly / A tudós nők. Vígjáték 5 felvonásban; ford. Arany László; 1869
  - 4. A férjek iskolája. Vígjáték három felvonásban / A nők iskolája. Vígjáték 5 felvonásban / A „Nők iskolájá”-nak bírálata. Vígjáték egy felvonásban; ford. Szász Károly; 1871
  - 5. A pórul járt negédesek. Vígjáték egy felvonásban / Kénytelen házasság. Vígjáték egy felvonásban / Sganarelle vagy azt hiszi hogy meg van csalva. Vígjáték egy felvonásban; ford. Szász Károly; 1872
  - 6. A képzelt beteg. Vígjáték három felvonásban; ford. Berczik Árpád / Szerelem mint orvos. Tánczos vígjáték három felvonásban; ford. Várady Antal; 1874
  - 7. A szeleburdi, vagy mindent roszkor. Vígjáték öt felvonásban; ford. Paulay Ede / A kelletlenek. Vígjáték három felvonásban; ford. Kemény Károly / Scapin csínyei. Vígjáték három felvonásban; ford. Puky József / A siciliai, vagy szerelemből festész; ford. Puky József; 1877
- A szerelem mint orvos; ford. Várady Antal; Athenaeum, Bp., 1874 (Molière vígjátékai)
- Molière Tudós női; ford. Arany László, jegyz. Greguss Ágost; Franklin, Bp., 1880 (Jeles írók iskolai tára)
- Molière két zsenge vígjátéka / A rászedett féltékeny. Vígjáték egy felvonásban / A repülő orvos. Vígjáték egy felvonásban; ford. Toldy László; Athenaeum, Bp., 1884
- A tudós nők; ford. Arany László, jegyz. Greguss Ágost; 2., jav. kiad.; Franklin, Bp., 1894
- A fösvény. Vígjáték; ford. Hevesi Sándor; Lampel, Bp., 1898 (Magyar könyvtár)
- Dandin György vagy A megcsúfolt férj. Vígjáték; ford., bev. Hevesi Sándor; Lampel, Bp., 1898 (Magyar könyvtár)
- A botcsinálta doktor. Vígjáték; ford. Gabányi Árpád; Lampel, Bp., 1899 (Magyar könyvtár)
- A kényeskedők. Vígjáték; ford., jegyz. Hevesi Sándor; Lampel, Bp., 1900 (Magyar könyvtár)
- Molière remekei, 1–2.; ford. Hevesi Sándor, Gábor Andor, Telekes Béla, bev. Haraszti Gyula; Lampel, Bp., 1902–1908 (Remekírók képes könyvtára)
- A képzelt beteg. Vígjáték; ford. Váradi Antal; Lampel, Bp., 1903 (Magyar könyvtár)
- Scapin furfangjai. Vígjáték; ford. Hevesi Sándor; Lampel, Bp., 1903 (Magyar könyvtár)
- Kénytelen házasság. Vígjáték; ford. Hevesi Sándor; Lampel, Bp., 1903 (Magyar könyvtár)
- Tartuffe. Vígjáték öt felvonásban; ford. Ivánfi Jenő; Budapesti Hírlap Ny., Bp., 1904
- A tudós nők. Vígjáték; ford. Gábor Andor; Lampel, Bp., 1907 (Magyar könyvtár)
- A szeleburdi vagy Minden lében kanál. Vígjáték; ford. Kosztolányi Dezső; Lampel, Bp., 1911 (Magyar könyvtár)

### 1920–1944
- A mucsai szép lelkek. Vígjáték; ford. Laczkó Géza; Kner, Gyoma, 1921 (Monumenta literarum)
- Dandin György vagy A megcsúfolt férj. Vígjáték; ford., bev. Hevesi Sándor; Lampel, Bp., 1926 (Magyar könyvtár)
- A mizantróp / A képzelt beteg / A botcsinálta doktor; ford. Telekes Béla, Gabányi Árpád, Váradi Antal; Franklin, Bp., 1930 (Élő könyvek. Külföldi klasszikusok)
- A fösvény / Kénytelen házasság / Dandin György / A kényeskedők; ford. Hevesi Sándor, bev. Szász Károly; Franklin, Bp., 1930 (Élő könyvek. Külföldi klasszikusok)
- A nők iskolája. Vígjáték; ford. Heltai Jenő; Grafika Ny., Nagyvárad, 1942 (Örök betűk)
- Tartuffe; ford. Jankovich Ferenc; Franklin, Bp., 1943
- Don Juan; ford. Illyés Gyula; Franklin, Bp., 1944 (Kétnyelvű remekművek)

### 1945–1989
- Duda Gyuri. Vígjáték; ford. Hont Ferenc, Major Tamás, rendezői utasítások Szendrő Ferenc; Budapest Irodalmi Intézet, Bp., 1947 (Szabad színpad)
- Férjek iskolája; ford. Erdődy János; Népszava, Bp., 1947 (Színművek)
- Fösvény. Vígjáték; ford., bev. Illyés Gyula; Budapest Irodalmi Intézet, Bp., 1948 (Új könyvtár)
- Az embergyűlölő; ford. Jankovich Ferenc; Franklin, Bp., 1948
- Scapin furfangjai. Vígjáték; ford. Kalotai Gábor; Kultúra Szövetkezet, Bp., 1948 (Budapesti színházak műsora)
- Úrhatnám polgár. Komédia; átdolg. ifj. Hegedüs Tibor; Budapest Irodalmi Intézet, Bp., 1949 (Szabad színpad)
- A botcsinálta doktor. Vígjáték; Testvériség-Egység, Noviszád, 1950 (Színpadunk)
- A kényeskedők. Vígjáték; Bratsztvo-Jedinsztvo, Noviszád, 1950 (Színpadunk)
- Dandin György. Vígjáték; Testvériség-Egység, Noviszád, 1950 (Színpadunk)
- Az úrhatnám polgár. Énekes és táncos komédia; ford. Mészöly Dezső; Szépirodalmi, Bp., 1951
- Tartuffe; ford., előszó Vas István; Szépirodalmi, Bp., 1951
- A nők iskolája. Vígjáték; ford. Vas István; Szépirodalmi, Bp., 1952
- A férjek iskolája; ford. Heltai Jenő, utószó Süpek Ottó; Szépirodalmi, Bp., 1953
- Molière válogatott vígjátékai, 1–2.; ford. Illyés Gyula et al., jegyz. Süpek Ottó; Szépirodalmi, Bp., 1954 (A világirodalom klasszikusai)
- Dandin György, vagy a megcsúfolt férj; ford., bev. Illyés Gyula; Művelt Nép, Bp., 1955 (Népszerű drámák)
- Dandin György. A megcsalt férj; ford. Dániel Imre; DILIZA, Bratislava, 1956
- Tartuffe / A képzelt beteg; ford. Vas István / A fösvény; ford., bev. Illyés Gyula; Új Magyar Kiadó, Bp., 1956
- Embergyűlölő. vígjáték; ford. Szabó Lőrinc; Új Magyar Kiadó, Bp., 1956 (Világirodalmi kiskönyvtár)
- Nők iskolája. Vígjáték; ford. Szabó Lőrinc, Új Magyar Kiadó, Bp., 1956 (Világirodalmi kiskönyvtár)
- A fösvény / Kényeskedők; ford. Illyés Gyula; Szépirodalmi, Bp., 1965 (Diákkönyvtár)
- Molière összes színművei, 1–2.; ford. Devecseri Gábor et al., jegyz. Süpek Ottó; Magyar Helikon, Bp., 1965–1966 (Helikon klasszikusok)
- Hat színmű / A fösvény / Kényeskedők / Képzelt beteg / Tartuffe / Tudós nők / Dandin György vagy A megcsúfolt férj; ford. Illyés Gyula, Vas István; Európa, Bp., 1966 (Diákkönyvtár)
- Molière műhelyében / Mizantróp. Vígjáték; ford. Mészöly Dezső / Mészöly Dezső: Molière-napló / Gábor Miklós: Feljegyzések Alcesteről; Szépirodalmi, Bp., 1975 (Műhely)
- Zsugori. Telhetetlen fösvény ember. Vígjáték öt felvonásokban; ford. Simai Kristóf, szöveggond. Belia György, utószó Kerényi Ferenc; Magyar Helikon, Bp., 1977
- Szerelem mint orvos. Vígjáték. Oktatási segédanyag a színjátszórendezői tanfolyamok rendezési gyakorlatához; ford. Hubay Miklós, versford. Mészöly Dezső; NPI, Bp., 1979
- A navarrai Don Garcia vagy a féltékeny herceg / Amphitryon / Botcsinálta doktor; in: Királyok, hősök, doktorok. Francia drámák Kálnoky László fordításában; Magvető, Bp., 1987

### 1990–
- A mizantróp; ford. Petri György; in: Színház, 1992/márc.
- Tartuffe avagy A képmutató. Vígjáték. Teljes, gondozott szöveg; ford. Vas István, szerk., sajtó alá rend., jegyz. Ferenczi László; Ikon, Bp., 1993 (Matúra Klasszikusok)
- Drámák / Tartuffe / Don Juan / A mizantróp; ford. Petri György; Jelenkor, Pécs, 1995
- Scapin furfangjai; ford. Pőcz Borbála, szerk. Lakos Anna, Francia Intézet, Bp., 1999
- Drámák / Tartuffe / Don Juan / A mizantróp / Amphitryon; ford. Petri György; 2. bőv., jav. kiad.; Jelenkor, Pécs, 1999
- Molière összes drámái, 1–2.; ford. Devecseri Gábor et al., szerk. jegyz. Süpek Ottó, Lackfi János; Osiris, Bp., 2002 (Osiris klasszikusok)
- Bölcs mondások Shakespeare és Molière műveiből; vál. Lakócai Gábor; Anno, Bp., 2003
- Bölcs mondások Molière műveiből; vál. Lakócai Gábor; Anno, Bp., 2003
- Tartuffe; ford. Parti Nagy Lajos; Nemzeti Színház, Bp., 2006 (Nemzeti Színház színműtár)
- Parti Nagy Lajos: Molière-átiratok / Tartuffe / Úrhatnám polgár / Don Juan; Magvető, Bp., 2015